# Tournoi des Six Nations 2018
Cet article traite de l'épreuve masculine. Pour la compétition féminine, voir Tournoi des Six Nations féminin 2018.
Pour un article plus général, voir Tournoi des Six Nations.
Navigation
Tournoi 2017 Tournoi 2019
Le Tournoi des Six Nations 2018 a lieu du 3 février 2018 au 17 mars 2018. La compétition se déroule comme chaque année en cinq journées disputées en février et mars 2018, réparties sur sept semaines, avec des pauses avant et après la troisième journée. Chacune des six nations participantes affronte toutes les autres. Le Tournoi féminin et celui des moins de 20 ans se jouent aux mêmes dates et les équipes des mêmes nations se rencontrent.
Les trois équipes qui ont en 2018 l'avantage de jouer un match de plus à domicile que les autres sont l'Irlande, le pays de Galles et la France dont un match se joue à l'Orange Vélodrome de Marseille, ce qui constitue une première dans l'histoire du Tournoi.
Cette édition est également nommée NatWest Six Nations, en raison du sponsoring de NatWest, filiale du groupe Royal Bank of Scotland, faisant suite à la dénomination RBS Six Nations.
Ce tournoi est remporté par l'Irlande qui réalise le Grand Chelem, le troisième de son histoire.
Lors de son premier match, contre les futurs vainqueurs du tournoi, l'équipe de France effectue le plus grand nombre de plaquages (253) en un match de l'histoire du Six Nations.

## Réforme du classement
Comme en 2017, pour ce Tournoi des Six Nations, ainsi que lors des versions féminines et moins de 20 ans, les organisateurs ont introduit une réforme du classement. Auparavant, les équipes se voyaient attribuer 2 points en cas de victoire, 1 point en cas de match nul et zéro en cas de défaite. Désormais, une victoire vaut 4 points, un match nul 2 points et une défaite toujours zéro. Les équipes peuvent aussi gagner des points de bonus : un point de bonus offensif est octroyé si l'équipe inscrit au moins quatre essais dans un match et un point de bonus défensif est attribué à une équipe si elle perd avec un maximum de 7 points d'écart. Enfin, pour lui garantir la victoire finale, une équipe réussissant le Grand Chelem gagne un bonus de 3 points.

## Villes et stades
| Londres (Angleterre)              | Marseille (France)             | Saint-Denis (France)               | Édimbourg (Écosse)                |
| --------------------------------- | ------------------------------ | ---------------------------------- | --------------------------------- |
| Stade de Twickenham 82 000 places | Orange Vélodrome 67 394 places | Stade de France 81 338 places      | Murrayfield Stadium 67 130 places |
| Stade de Twickenham, Londres      | Stade Vélodrome, Marseille     | Stade de France, Saint-Denis       | Murrayfield Stadium, Édimbourg    |
| Rome (Italie)                     | Dublin (Irlande)               | Cardiff (Pays de Galles)           |                                   |
| Stade olympique 72 698 places     | Aviva Stadium 51 700 places    | Principality Stadium 74 500 places |                                   |
| Stade Olympique, Rome             | Aviva Stadium, Dublin          | Millennium Stadium, Cardiff        |                                   |

## Acteurs du Tournoi des Six Nations

Participants au Tournoi des Six Nations.

### Joueurs

#### Angleterre
Une liste de 35 joueurs est annoncée par Eddie Jones le 18 janvier 2018. Elle comprend huit joueurs sans sélection (Lewis Boyce, Tom Dunn, Nathan Earle, Gary Graham, Alec Hepburn, Harry Mallinder, Zach Mercer, Marcus Smith), mais cette liste n'est valable que pour le premier match contre l'Italie et susceptible d'évoluer dès le second. Jones compose avec les absences de nombreux joueurs, dont Elliot Daly, Ellis Genge, Nathan Hughes, Billy Vunipola (blessés), James Haskell et Joe Marler (suspendus).
| Entraîneur | Entraîneur             | Eddie Jones                                                                       |
| Avants     | Pilier                 | Lewis Boyce, Dan Cole, Alec Hepburn, Kyle Sinckler, Mako Vunipola, Harry Williams |
| Avants     | Talonneur              | Tom Dunn, Jamie George, Dylan Hartley                                             |
| Avants     | Deuxième ligne         | Nick Isiekwe, Maro Itoje, George Kruis, Joe Launchbury, Courtney Lawes            |
| Avants     | Troisième ligne aile   | Gary Graham, Zach Mercer, Chris Robshaw, Sam Underhill                            |
| Avants     | Troisième ligne centre | Sam Simmonds                                                                      |
| Arrières   | Demi de mêlée          | Danny Care, Ben Youngs                                                            |
| Arrières   | Demi d'ouverture       | George Ford, Alex Lozowski, Marcus Smith                                          |
| Arrières   | Centre                 | Owen Farrell, Jonathan Joseph, Henry Slade, Ben Te'o                              |
| Arrières   | Ailier                 | Nathan Earle, Jack Nowell, Jonny May, Denny Solomona, Anthony Watson              |
| Arrières   | Arrière                | Mike Brown, Harry Mallinder                                                       |

#### Écosse
Gregor Townsend est le premier à dévoiler sa liste de joueurs pour le Tournoi, le 16 janvier 2018. Sa sélection compte quarante joueurs comprenant l'expérimenté John Barclay, assumant le capitanat, et quatre joueurs (Nathan Fowles, Blair Kinghorn, Murray McCallum et D'Arcy Rae) sans sélection internationale. Townsend doit composer avec les absences sur blessures des piliers Allan Dell, Alasdair Dickinson, Zander Fagerson, Darryl Marfo et WP Nel, et des talonneurs Fraser Brown et Ross Ford. Leurs absences permettent à Murray McCallum et D'Arcy Rae d'être appelés, et surtout à Jon Welsh et Scott Lawson d'être rappelés de nouveau après plusieurs années sans sélection. Josh Strauss, Matt Scott et Tim Visser sont écartés pour méforme tout comme John Hardie, suspendu. Trois joueurs sont également conviés par Townsend à s'entraîner avec le groupe : le troisième ligne aile Luke Crosbie, l'ailier Darcy Graham et l'ouvreur Adam Hastings.
Avant le début du Tournoi, les choses empirent au poste de talonneur avec le forfait sur blessure de George Turner. Neil Cochrane, 34 ans et ancien capitaine de l'équipe d'Écosse des moins de 21 ans, mais jamais sélectionné en équipe première, est appelé en remplacement.
| Entraîneur | Entraîneur             | Gregor Townsend                                                                  |
| Avants     | Pilier                 | Simon Berghan, Jamie Bhatti, Murray McCallum, D'Arcy Rae, Gordon Reid, Jon Welsh |
| Avants     | Talonneur              | Scott Lawson, Stuart McInally, George Turner , Neil Cochrane                     |
| Avants     | Deuxième ligne         | Grant Gilchrist, Jonny Gray, Richie Gray, Ben Toolis                             |
| Avants     | Troisième ligne aile   | John Barclay , Magnus Bradbury, Luke Hamilton, Rob Harley, Hamish Watson         |
| Avants     | Troisième ligne centre | David Denton, Cornell du Preez, Ryan Wilson                                      |
| Arrières   | Demi de mêlée          | Greig Laidlaw, Ali Price, Henry Pyrgos, Nathan Fowles                            |
| Arrières   | Demi d'ouverture       | Peter Horne, Ruaridh Jackson, Finn Russell                                       |
| Arrières   | Centre                 | Mark Bennett, Nick Grigg, Chris Harris, Huw Jones, Duncan Taylor                 |
| Arrières   | Ailier                 | Lee Jones, Sean Maitland, Byron McGuigan, Tommy Seymour                          |
| Arrières   | Arrière                | Stuart Hogg, Blair Kinghorn                                                      |

#### France
Jacques Brunel, nouveau sélectionneur de l'équipe de France, annonce une liste réduite de 32 joueurs le 17 janvier 2018. Morgan Parra fait son retour en équipe de France, plus de deux ans après le quart de finale de Coupe du monde perdu contre la Nouvelle-Zélande. Six néophytes sont appelés : Cedate Gomes Sa, Matthieu Jalibert, Félix Lambey, Geoffrey Palis, Dany Priso et Marco Tauleigne. Certains cadres du XV de France de l'ère Guy Novès, dont Baptiste Serin, Louis Picamoles ou François Trinh-Duc sont écartés, mais Guilhem Guirado conserve le capitanat. Initialement nommé parmi les centres malgré une menace de suspension, Mathieu Bastareaud est remplacé par Jonathan Danty, une suspension de trois semaines ayant été prononcée contre lui par la commission de discipline de l'EPCR.
Le retour en sélection de Morgan Parra est retardé par une blessure qui le pousse à déclarer forfait pour le premier match, tout comme Brice Dulin. Les deux joueurs ne joueront finalement aucun match durant le tournoi. Tous deux sont remplacés respectivement par Baptiste Serin et Geoffrey Palis.
À l'issue du premier match contre l'Irlande, trois tricolores se blessent sérieusement. Antoine Dupont, victime d'une rupture des ligaments croisés, et Matthieu Jalibert, blessé aux ligaments postérieurs du genou, sont contraints de déclarer forfait pour le reste du tournoi. Kevin Gourdon est, quant à lui, absent pour un minimum de 3 semaines après une entorse de la cheville avec lésion. Baptiste Couilloud, Lionel Beauxis et Louis Picamoles sont appelés pour pallier ces absences.
Après le match contre l’Écosse, huit joueurs du XV de France sont accusés de violences et potentiellement d’agression sexuelle en état d’ivresse. Même si les faits n'ont pas été avérés, Jacques Brunel prend la décision d'exclure du groupe les joueurs suivants pour le match contre l'Italie : Teddy Thomas, Louis Picamoles, Anthony Belleau, Jonathan Danty, Rémi Lamerat, Arthur Iturria, Félix Lambey et Sekou Macalou. Ils sont remplacés par Rémy Grosso, Kélian Galletier, Francois Trinh-Duc, Gaël Fickou, Romain Taofifénua, Bernard Le Roux et Mathieu Babillot.
Mathieu Bastareaud réintègre aussi à ce moment l'équipe, de retour de suspension, dont il devient même le capitaine pour le dernier match des français.
| Entraîneur | Entraîneur             | Jacques Brunel                                                                                             |
| Avants     | Pilier                 | Eddy Ben Arous, Cedate Gomes Sa, Jefferson Poirot, Dany Priso, Rabah Slimani                               |
| Avants     | Talonneur              | Camille Chat, Guilhem Guirado , Christopher Tolofua                                                        |
| Avants     | Deuxième ligne         | Arthur Iturria, Paul Gabrillagues, Félix Lambey, Bernard Le Roux, Romain Taofifénua, Sébastien Vahaamahina |
| Avants     | Troisième ligne aile   | Mathieu Babillot, Yacouba Camara, Kevin Gourdon, Alexandre Lapandry, Wenceslas Lauret, Sekou Macalou       |
| Avants     | Troisième ligne centre | Kélian Galletier, Louis Picamoles, Marco Tauleigne                                                         |
| Arrières   | Demi de mêlée          | Baptiste Couilloud, Antoine Dupont , Maxime Machenaud, Morgan Parra, Baptiste Serin                        |
| Arrières   | Demi d'ouverture       | Lionel Beauxis, Anthony Belleau, Matthieu Jalibert , François Trinh-Duc                                    |
| Arrières   | Centre                 | Mathieu Bastareaud, Henry Chavancy, Jonathan Danty, Geoffrey Doumayrou, Gaël Fickou, Rémi Lamerat          |
| Arrières   | Ailier                 | Benjamin Fall, Rémy Grosso, Teddy Thomas, Virimi Vakatawa                                                  |
| Arrières   | Arrière                | Brice Dulin, Geoffrey Palis, Hugo Bonneval                                                                 |

#### Galles
Le 16 janvier 2018, Warren Gatland nomme une liste de 39 joueurs dont deux non-capés, James Davies et Josh Adams. Alun Wyn Jones est nommé capitaine. Les absences de Sam Warburton et Dan Lydiate au poste de troisième ligne et de Jonathan Davies (frère de l'appelé James Davies) pour blessure de longue durée sont à souligner, tout comme celles de Jamie Roberts et Luke Charteris, écartés au profit de jeunes joueurs. Taulupe Faletau, blessé, est retenu dans l'espoir de disputer la fin du Tournoi.
| Entraîneur | Entraîneur             | Warren Gatland                                                             |
| Avants     | Pilier                 | Rob Evans, Tomas Francis, Wyn Jones, Samson Lee, Dillon Lewis, Nicky Smith |
| Avants     | Talonneur              | Scott Baldwin, Elliot Dee, Ken Owens                                       |
| Avants     | Deuxième ligne         | Adam Beard, Bradley Davies, Seb Davies, Cory Hill, Alun Wyn Jones          |
| Avants     | Troisième ligne aile   | James Davies, Ellis Jenkins, Josh Navidi, Aaron Shingler, Justin Tipuric   |
| Avants     | Troisième ligne centre | Taulupe Faletau, Ross Moriarty                                             |
| Arrières   | Demi de mêlée          | Aled Davies, Gareth Davies, Rhys Webb                                      |
| Arrières   | Demi d'ouverture       | Gareth Anscombe, Dan Biggar, Rhys Patchell, Rhys Priestland                |
| Arrières   | Centre                 | Hadleigh Parkes, Owen Watkin, Owen Williams, Scott Williams                |
| Arrières   | Ailier                 | Josh Adams, Hallam Amos, Alex Cuthbert, Steffan Evans, George North        |
| Arrières   | Arrière                | Leigh Halfpenny, Liam Williams                                             |

#### Irlande
Joe Schmidt publie le 18 janvier 2018 une liste de 36 joueurs pour disputer les deux premières rencontre du Tournoi. L'expérimenté Rory Best (106 sélections) en est le capitaine. Un seul joueur sans expérience internationale, l'arrière Jordan Larmour, figure dans la liste. Parmi les joueurs indisponibles pour cause de blessure figurent Craig Gilroy, Jamie Heaslip, Sean O'Brien, Tommy O'Donnell, Jared Payne, Garry Ringrose et Rhys Ruddock.
Blessé avant le Tournoi, David Kilcoyne est remplacé par son coéquipier du Munster, James Cronin.
| Entraîneur | Entraîneur             | Joe Schmidt                                                                                      |
| Avants     | Pilier                 | Tadhg Furlong, Cian Healy, David Kilcoyne , Jack McGrath, Andrew Porter, John Ryan, James Cronin |
| Avants     | Talonneur              | Rory Best , Sean Cronin, Rob Herring                                                             |
| Avants     | Deuxième ligne         | Ultan Dillane, Iain Henderson, Quinn Roux, James Ryan, Devin Toner                               |
| Avants     | Troisième ligne aile   | Dan Leavy, Jordi Murphy, Peter O'Mahony, Josh van der Flier                                      |
| Avants     | Troisième ligne centre | Jack Conan, CJ Stander                                                                           |
| Arrières   | Demi de mêlée          | Kieran Marmion, Luke McGrath, Conor Murray                                                       |
| Arrières   | Demi d'ouverture       | Ian Keatley, Jonathan Sexton                                                                     |
| Arrières   | Centre                 | Bundee Aki, Chris Farrell, Robbie Henshaw, Rory Scannell                                         |
| Arrières   | Ailier                 | Andrew Conway, Keith Earls, Fergus McFadden, Jacob Stockdale                                     |
| Arrières   | Arrière                | Joey Carbery, Jordan Larmour                                                                     |

#### Italie
Le dernier effectif appelé est celui de l'Italie, nommé le 25 janvier 2018 par Conor O'Shea, une liste courte de 31 noms pour disputer les deux premières rencontres. L'emblématique Sergio Parisse en reste le capitaine.
| Entraîneur | Entraîneur             | Conor O'Shea                                                                       |
| Avants     | Pilier                 | Simone Ferrari, Andrea Lovotti, Tiziano Pasquali, Nicola Quaglio, Marco Riccioni   |
| Avants     | Talonneur              | Luca Bigi, Oliviero Fabiani, Leonardo Ghiraldini                                   |
| Avants     | Deuxième ligne         | George Biagi, Dean Budd, Federico Ruzza, Alessandro Zanni                          |
| Avants     | Troisième ligne aile   | Renato Giammarioli, Giovanni Licata, Maxime Mbanda, Sebastian Negri, Jake Polledri |
| Avants     | Troisième ligne centre | Sergio Parisse , Braam Steyn                                                       |
| Arrières   | Demi de mêlée          | Edoardo Gori, Marcello Violi                                                       |
| Arrières   | Demi d'ouverture       | Tommaso Allan, Carlo Canna, Ian McKinley                                           |
| Arrières   | Centre                 | Tommaso Benvenuti, Giulio Bisegni, Tommaso Boni, Tommaso Castello                  |
| Arrières   | Ailier                 | Mattia Bellini, Matteo Minozzi                                                     |
| Arrières   | Arrière                | Jayden Hayward, Edoardo Padovani                                                   |

### Arbitres
Liste des arbitres de champ du Tournoi :
| Rugby Europe                                                                                               | Oceania Rugby                                 | Rugby Afrique |
| --- | --------------------------------------------- | ------------- |
| - Wayne Barnes - Jérôme Garcès - Pascal Gaüzère - John Lacey - Nigel Owens - Romain Poite - Mathieu Raynal | - Angus Gardner - Glen Jackson - Ben O'Keeffe | - Jaco Peyper |

## Les matches
Le programme pour le Tournoi 2018 est le suivant :
Les heures sont données dans les fuseaux utilisés par le pays qui reçoit : WET (UTC+0) dans les îles Britanniques et CET (UTC+1) en France et en Italie.
| 3 février 2018 à 14 h 15 | Principality Stadium, Cardiff | Pays de Galles | 34 - 7  | Écosse     |
| 3 février à 17 h 45      | Stade de France, Saint-Denis  | France         | 13 - 15 | Irlande    |
| 4 février à 16 h 00      | Stade olympique, Rome         | Italie         | 15 - 46 | Angleterre |

| 10 février à 14 h 15                         | Aviva Stadium, Dublin          | Irlande    | 56 - 19 | Italie         |
| 10 février à 16 h 45                         | Stade de Twickenham, Londres   | Angleterre | 12 - 6  | Pays de Galles |
| 11 février à 15 h 00 (Trophée Auld Alliance) | Murrayfield Stadium, Édimbourg | Écosse     | 32 - 26 | France         |

| 23 février à 21 h 00 (Trophée Garibaldi) | Orange Vélodrome, Marseille    | France  | 34 - 17 | Italie         |
| 24 février à 14 h 15                     | Aviva Stadium, Dublin          | Irlande | 37 - 27 | Pays de Galles |
| 24 février à 16 h 45 (Calcutta Cup)      | Murrayfield Stadium, Édimbourg | Écosse  | 25 - 13 | Angleterre     |

| 10 mars à 14 h 15 (Centenary Quaich) | Aviva Stadium, Dublin         | Irlande        | 28 - 8  | Écosse     |
| 10 mars à 17 h 45 (Trophée Eurostar) | Stade de France, Saint-Denis  | France         | 22 - 16 | Angleterre |
| 11 mars à 15 h 00                    | Principality Stadium, Cardiff | Pays de Galles | 38 - 14 | Italie     |

| 17 mars à 13 h 30                     | Stade olympique, Rome         | Italie         | 27 - 29 | Écosse  |
| 17 mars à 14 h 45 (Millennium Trophy) | Stade de Twickenham, Londres  | Angleterre     | 15 - 24 | Irlande |
| 17 mars à 17 h 00                     | Principality Stadium, Cardiff | Pays de Galles | 14 - 13 | France  |

## Classement
| Rang | Nation         | J | V | N | D | Bo | Bd | Pm  | Pe  | Diff | Pts |
| ---- | -------------- | - | - | - | - | -- | -- | --- | --- | ---- | --- |
| 1    | Irlande        | 5 | 5 | 0 | 0 | 3  | 0  | 160 | 82  | +78  | 26  |
| 2    | Pays de Galles | 5 | 3 | 0 | 2 | 2  | 1  | 119 | 83  | +36  | 15  |
| 3    | Écosse         | 5 | 3 | 0 | 2 | 1  | 0  | 101 | 128 | -27  | 13  |
| 4    | France         | 5 | 2 | 0 | 3 | 0  | 3  | 108 | 94  | +14  | 11  |
| 5    | Angleterre (T) | 5 | 2 | 0 | 3 | 1  | 1  | 102 | 92  | +10  | 10  |
| 6    | Italie         | 5 | 0 | 0 | 5 | 0  | 1  | 92  | 203 | -111 | 1   |

|  | Vainqueur du Tournoi     |
|  | T : tenant du titre 2017 |

- Attribution des points de classement (Pts) : quatre points pour une victoire, deux points pour un match nul, aucun en cas de défaite.
Bonus : un point si au moins 4 essais marqués (bonus offensif), un point en cas de défaite avec moins de 8 points d'écart (bonus défensif).
Grand Chelem[3] : trois points de plus.

- Règles de classement[16] : 1. points ; 2. différence de points de match ; 3. nombre d'essais marqués ; 4. titre partagé.

## Statistiques individuelles

### Meilleur joueur du Tournoi
À l'issue du Tournoi, une liste de six joueurs est dévoilée afin d'obtenir le titre de meilleur joueur de la compétition. La liste est composée de quatre Irlandais, un Français et un Italien :
| Irlande                                                          | France            | Italie           |
| ---------------------------------------------------------------- | ----------------- | ---------------- |
| - Keith Earls - Conor Murray - Jonathan Sexton - Jacob Stockdale | - Guilhem Guirado | - Matteo Minozzi |

À l'issue du vote du public, l'Irlandais Jacob Stockdale est élu meilleur joueur du tournoi devant ses compatriotes Conor Murray et Jonathan Sexton.
| Rang | Joueur          | Équipe  | % des votes |
| ---- | --------------- | ------- | ----------- |
| 1    | Jacob Stockdale | Irlande | 32          |
| 2    | Conor Murray    | Irlande | 18,2        |
| 3    | Jonathan Sexton | Irlande | 18          |
| 4    | Keith Earls     | Irlande | 14,5        |
| 5    | Matteo Minozzi  | Italie  | 13,2        |
| 6    | Guilhem Guirado | France  | 4,1         |

### Meilleurs marqueurs
| Rang | Joueur          | Équipe         | Essais |
| ---- | --------------- | -------------- | ------ |
| 1    | Jacob Stockdale | Irlande        | 7      |
| 2    | Jonny May       | Angleterre     | 4      |
| 2    | Matteo Minozzi  | Italie         | 4      |
| 4    | Tommaso Allan   | Italie         | 3      |
| 4    | Huw Jones       | Écosse         | 3      |
| 4    | Sean Maitland   | Écosse         | 3      |
| 4    | Teddy Thomas    | France         | 3      |
| 8    | Bundee Aki      | Irlande        | 2      |
| 8    | Mattia Bellini  | Italie         | 2      |
| 8    | Elliot Daly     | Angleterre     | 2      |
| 8    | Gareth Davies   | Pays de Galles | 2      |
| 8    | Steffan Evans   | Pays de Galles | 2      |
| 8    | Owen Farrell    | Angleterre     | 2      |
| 8    | Leigh Halfpenny | Pays de Galles | 2      |
| 8    | Robbie Henshaw  | Irlande        | 2      |
| 8    | Conor Murray    | Irlande        | 2      |
| 8    | George North    | Pays de Galles | 2      |
| 8    | Sam Simmonds    | Angleterre     | 2      |
| 8    | Anthony Watson  | Angleterre     | 2      |

### Meilleurs réalisateurs
| Rang | Joueur           | Équipe         | Points | Essais | Transf. | Pén. | Drops |
| ---- | ---------------- | -------------- | ------ | ------ | ------- | ---- | ----- |
| 1    | Maxime Machenaud | France         | 50     | -      | 4       | 14   | -     |
| 2    | Leigh Halfpenny  | Pays de Galles | 49     | 2      | 9       | 7    | -     |
| 3    | Jonathan Sexton  | Irlande        | 44     | -      | 13      | 5    | 1     |
| 4    | Tommaso Allan    | Italie         | 41     | 3      | 7       | 4    | -     |
| 4    | Greig Laidlaw    | Écosse         | 41     | -      | 7       | 9    | -     |
| 6    | Owen Farrell     | Angleterre     | 39     | 2      | 7       | 5    | -     |
| 7    | Jacob Stockdale  | Irlande        | 35     | 7      | -       | -    | -     |
| 8    | Jonny May        | Angleterre     | 20     | 4      | -       | -    | -     |
| 8    | Matteo Minozzi   | Italie         | 20     | 4      | -       | -    | -     |
| 10   | Conor Murray     | Irlande        | 16     | 2      | -       | 2    | -     |

## Première journée

### Galles - Écosse
(mt : 14 - 0)
Homme du match : Aaron Shingler 
Points marqués :
Pays de GALLES :
- 4 essais G.Davies (5e), Halfpenny (11e, 60e) et S.Evans (72e) ;
- 4 transformations de Halfpenny (7e, 12e, 62e, 73e) ;
- 2 pénalités de Halfpenny (42e, 48e)

ÉCOSSE :
- 1 essai de Horne (78e) ;
- 1 transformation de Russell (78e)

Évolution du score :
7-0, 14-0, mt, 17-0, 20-0, 27-0, 34-0, 34-7
Arbitre : Pascal Gaüzère 
Résumé :
| Pays de Galles · Titulaires · 15 Leigh Halfpenny 11e 60e · 14 Josh Adams · 13 Scott Williams 70e · 12 Hadleigh Parkes · 11 Steffan Evans 72e · 10 Rhys Patchell 62e · 9 Gareth Davies 5e 65e · 8 Ross Moriarty 64e · 7 Josh Navidi · 6 Aaron Shingler · 5 Alun Wyn Jones · 4 Cory Hill 55e · 3 Samson Lee 50e · 2 Ken Owens 62e · 1 Rob Evans 50e · Remplaçants · 16 Eliott Dee 62e · 17 Wyn Jones 50e · 18 Tomas Francis 50e · 19 Bradley Davies 55e · 20 Justin Tipuric 64e · 21 Aled Davies 65e · 22 Gareth Anscombe 62e · 23 Owen Watkin 70e · Entraîneur · Warren Gatland |  |  | Écosse · Titulaires · Stuart Hogg 15 · Tommy Seymour 14 · 54e Chris Harris 13 · Huw Jones 12 · 54e Byron McGuigan 11 · Finn Russell 10 · 48e Ali Price 9 · 48e Cornell du Preez 8 · Hamish Watson 7 · John Barclay 6 · Jonny Gray 5 · 54e Ben Toolis 4 · 64e Jon Welsh 3 · 69e Stuart McInally 2 · 48e 75e Gordon Reid 1 · Remplaçants · 69e Scott Lawson 16 · 48e 75e Jamie Bhatti 17 · 64e Murray McCallum 18 · 54e Grant Gilchrist 19 · 48e Ryan Wilson 20 · 48e Greig Laidlaw 21 · 54e 78e Peter Horne 22 · 54e Sean Maitland 23 · Entraîneur · Gregor Townsend |

### France - Irlande
(mt 3 - 9)
Homme du match : Guilhem Guirado 
Points marqués :
FRANCE :
- 1 essai Thomas (71e) ;
- 1 transformation Belleau (73e) ;
- 2 pénalités Machenaud (35e, 53e)

IRLANDE :
- 4 pénalités Sexton (2e, 21e, 38e, 46e) ;
- 1 drop Sexton (80e+2)

Évolution du score : 0-3, 0-6, 3-6, 3-9, mt, 3-12, 6-12, 13-12, 13-15
Arbitre : Nigel Owens 
Résumé :
Lors de ce match, l'équipe de France est remarquée pour sa performance défensive contre les irlandais, futurs vainqueurs du tournoi et meilleure équipe de l'année 2018 d'après World Rugby. Les bleus effectuent en effet un total record de 253 plaquages contre leurs adversaires, permettant aussi au capitaine Guirado de battre le record individuel de 31 plaquages.
Le match est pour autant finalement remporté par l'Irlande, grâce et une très grosse performance de Jonny Sexton, qui marque notamment un drop goal dans le temps additionnel.
| France · Titulaires · 15 Geoffrey Palis · 14 Teddy Thomas 71e · 13 Henry Chavancy · 12 Rémi Lamerat · 11 Virimi Vakatawa · 10 Matthieu Jalibert 29e · 9 Maxime Machenaud 66e 76e · 8 Kevin Gourdon · 7 Wenceslas Lauret · 6 Yacouba Camara 66e · 5 Sébastien Vahaamahina · 4 Arthur Iturria 60e · 3 Rabah Slimani 54e · 2 Guilhem Guirado 73e · 1 Jefferson Poirot 54e · Remplaçants · 16 Adrien Pélissié 73e · 17 Dany Priso 54e · 18 Cedate Gomes Sa 54e · 19 Paul Gabrillagues 60e · 20 Marco Tauleigne 66e · 21 Antoine Dupont 66e 76e · 22 Anthony Belleau 29e · 23 Benjamin Fall · Entraîneur · Jacques Brunel |  |  | Irlande · Titulaires · Rob Kearney 15 · Keith Earls 14 · Robbie Henshaw 13 · Bundee Aki 12 · 74e Jacob Stockdale 11 · Jonathan Sexton 10 · Conor Murray 9 · Josh van der Flier 8 · 36e CJ Stander 7 · Peter O'Mahony 6 · 67e James Ryan 5 · Iain Henderson 4 · 69e Tadhg Furlong 3 · 67e Rory Best 2 · 60e Cian Healy 1 · Remplaçants · 67e Sean Cronin 16 · 60e Jack McGrath 17 · 69e John Ryan 18 · 67e Devin Toner 19 · 36e Dan Leavy 20 · Luke McGrath 21 · Joey Carbery 22 · 74e Fergus McFadden 23 · Entraîneur · Joe Schmidt |

### Italie - Angleterre
(mt 10 - 17)
Homme du match : Anthony Watson 
Points marqués :
ITALIE :
- 2 essais Benvenuti (19e) et Bellini (57e) ;
- 1 transformation Allan (19e) ;
1 pénalité Allan (38e)

ANGLETERRE :
- 7 essais Watson (2e, 10e), Farrell (25e), Simmonds (51e, 74e), Ford (67e) et Nowell (76e) ;
- 4 transformations Farrell (26e, 52e, 68e, 75e) ;
- 1 pénalité Farrell (46e)

Évolution du score :
0-5, 0-10, 7-10, 7-17, 10-17, mt, 10-20, 10-27, 15-27, 15-34, 15-41, 14-46
Arbitre : Mathieu Raynal 
Résumé :
| Italie · Titulaires · 15 Matteo Minozzi · 14 Tommaso Benvenuti 19e · 13 Tommaso Boni 80e · 12 Tommaso Castello 73e 80e · 11 Mattia Bellini 57e · 10 Tommaso Allan 63e · 9 Marcello Violi 63e · 8 Sergio Parisse · 7 Renato Giammarioli 50e · 6 Sebastian Negri · 5 Dean Budd 61e · 4 Alessandro Zanni · 3 Simone Ferrari 54e · 2 Leonardo Ghiraldini 54e · 1 Andrea Lovotti 41e · Remplaçants · 16 Luca Bigi 54e · 17 Nicola Quaglio 41e · 18 Tiziano Pasquali 54e · 19 George Biagi 61e · 20 Maxime Mbanda 50e · 21 Edoardo Gori 63e · 22 Carlo Canna 73e · 23 Jayden Hayward 73e · Entraîneur · Conor O'Shea |  |  | Angleterre · Titulaires · 61e Mike Brown 15 · 2e 10e Anthony Watson 14 · 59e Ben Te'o 13 · 25e Owen Farrell 12 · Jonny May 11 · 67e George Ford 10 · 10e Ben Youngs 9 · 51e 74e Sam Simmonds 8 · 67e Chris Robshaw 7 · 59e Courtney Lawes 6 · Maro Itoje 5 · Joe Launchbury 4 · 54e Dan Cole 3 · 54e Dylan Hartley 2 · 73e Mako Vunipola 1 · Remplaçants · 54e Jamie George 16 · 73e Alec Hepburn 17 · 54e Harry Williams 18 · 59e George Kruis 19 · 67e Sam Underhill 20 · 10e Danny Care 21 · 59e Jonathan Joseph 22 · 61e 76e Jack Nowell 23 · Entraîneur · Eddie Jones |

## Deuxième journée

### Irlande - Italie
(mt 28 - 0)
Homme du match : Conor Murray 
Points marqués :
Irlande :
- 8 essais Henshaw (11e, 44e), Murray (14e), Aki (21e), Earls (35e), Best (53e), Stockdale (60e, 70e) ;
- 8 transformations Sexton (12e, 16e, 22e, 37e, 45e), Carbery (54e, 61e, 71e)

Italie :
- 3 essais Allan (56e), Gori (66e), Minozzi (75e) ;
- 2 transformations Allan (58e, 66e)

Évolution du score :
7-0, 14-0, 21-0, 28-0, mt, 35-0, 42-0, 42-7, 49-7, 49-14, 56-14, 56-19
Arbitre : Romain Poite 
Résumé :
| Irlande · Titulaires · 15 Rob Kearney · 14 Keith Earls 35e · 13 Robbie Henshaw 11e 44e 45e · 12 Bundee Aki 21e · 11 Jacob Stockdale 60e 70e · 10 Jonathan Sexton 51e · 9 Conor Murray 14e 51e · 8 Jack Conan 41e · 7 Dan Leavy · 6 Peter O'Mahony · 5 Devin Toner · 4 Iain Henderson 41e · 3 Tadhg Furlong 4e · 2 Rory Best 53e 61e · 1 Jack McGrath 68e · Remplaçants · 16 Sean Cronin 61e · 17 Cian Healy 68e · 18 Andrew Porter 4e · 19 Quinn Roux 41e · 20 CJ Stander 41e · 21 Kieran Marmion 51e · 22 Joey Carbery 51e · 23 Jordan Larmour 45e · Entraîneur · Joe Schmidt |  |  | Italie · Titulaires · 75e Matteo Minozzi 15 · Tommaso Benvenuti 14 · 54e Tommaso Boni 13 · Tommaso Castello 12 · Mattia Bellini 11 · 56e Tommaso Allan 10 · 58e Marcello Violi 9 · Sergio Parisse 8 · 45e Braam Steyn 7 · 58e Sebastian Negri 6 · Dean Budd 5 · Alessandro Zanni 4 · 54e Simone Ferrari 3 · 45e Luca Bigi 2 · 37e Nicola Quaglio 1 · Remplaçants · 45e Leonardo Ghiraldini 16 · 37e Andrea Lovotti 17 · 54e Tiziano Pasquali 18 · 58e Federico Ruzza 19 · 45e Maxime Mbanda 20 · 58e 66e Edoardo Gori 21 · Carlo Canna 22 · 54e Jayden Hayward 23 · Entraîneur · Conor O'Shea |

### Angleterre - Galles
(mt 12 - 3)
Homme du match : Mike Brown 
Points marqués :

ANGLETERRE :
- 2 essais May (3e, 20e) ;
- 1 transformation Farrell (21e)

Pays de GALLES :
- 2 pénalités Patchell (24e), Anscombe (77e)

Évolution du score : 5-0, 12-0, 12-3, mt, 12-6
Arbitre : Jérôme Garcès 
Résumé :
| Angleterre · Titulaires · 15 Mike Brown · 14 Anthony Watson 45e · 13 Jonathan Joseph · 12 Owen Farrell · 11 Jonny May 3e 20e · 10 George Ford 68e · 9 Danny Care 65e · 8 Sam Simmonds 41e · 7 Chris Robshaw · 6 Courtney Lawes · 5 Maro Itoje · 4 Joe Launchbury 68e · 3 Dan Cole 65e · 2 Dylan Hartley 1e 11e 52e · 1 Mako Vunipola 77e · Remplaçants · 16 Jamie George 1e 11e 52e · 17 Alec Hepburn 77e · 18 Harry Williams 65e · 19 George Kruis 68e · 20 Sam Underhill 41e · 21 Richard Wigglesworth 65e · 22 Ben Te'o 68e · 23 Jack Nowell 45e · Entraîneur · Eddie Jones |  |  | Pays de Galles · Titulaires · Leigh Halfpenny 15 · Josh Adams 14 · Scott Williams 13 · Hadleigh Parkes 12 · Steffan Evans 11 · 56e Rhys Patchell 10 · 66e Gareth Davies 9 · 65e Ross Moriarty 8 · Josh Navidi 7 · Aaron Shingler 6 · Alun Wyn Jones 5 · 74e Cory Hill 4 · 58e Samson Lee 3 · 65e Ken Owens 2 · 58e Rob Evans 1 · Remplaçants · 65e Eliott Dee 16 · 58e Wyn Jones 17 · 58e Tomas Francis 18 · 73e Bradley Davies 19 · 65e Justin Tipuric 20 · 66e Aled Davies 21 · Gareth Anscombe22 · 56e George North 23 · Entraîneur · Warren Gatland |

### Écosse - France
(mt 14 - 20)
Homme du match : Greig Laidlaw 
Points marqués :
ÉCOSSE
- 2 essais Maitland (13e) et Jones (32e) ;
- 2 transformations Laidlaw (14e, 33e) ;
- 6 pénalités Laidlaw (44e, 49e, 61e, 65e, 71e, 77e)

FRANCE
- 2 essais Thomas (3e, 27e) ;
- 2 transformations Machenaud (4e, 28e) ;
- 4 pénalités Machenaud (10e, 40e+1) et Serin (47e, 58e)

Évolution du score :
0-7, 7-7, 7-10, 7-17, 14-17, 14-20, mt, 17-20, 17-23, 20-23, 20-26, 23-26, 26-26, 29-26, 32-26
Arbitre : John Lacey 
Résumé :
| Écosse · Titulaires · 15 Stuart Hogg · 14 Tommy Seymour · 13 Huw Jones 32e · 12 Peter Horne · 11 Sean Maitland 13e · 10 Finn Russell 65e · 9 Greig Laidlaw · 8 Ryan Wilson · 7 Hamish Watson · 6 John Barclay 65e · 5 Jonny Gray · 4 Grant Gilchrist 58e · 3 Simon Berghan · 2 Stuart McInally · 1 Gordon Reid 58e · Remplaçants · 16 Scott Lawson · 17 Jamie Bhatti 58e · 18 Jon Welsh · 19 Ben Toolis 58e · 20 David Denton 65e · 21 Ali Price 65e · 22 Chris Harris · 23 Blair Kinghorn · Entraîneur · Gregor Townsend |  |  | France · Titulaires · Geoffrey Palis 15 · 3e 27e Teddy Thomas 14 · Rémi Lamerat 13 · Geoffrey Doumayrou 12 · 71e Virimi Vakatawa 11 · 71e Lionel Beauxis 10 · 41e Maxime Machenaud 9 · 58e Marco Tauleigne 8 · Wenceslas Lauret 7 · Yacouba Camara 6 · 71e Sébastien Vahaamahina 5 · Arthur Iturria 4 · 58e Rabah Slimani 3 · 75e Guilhem Guirado 2 · 58e Jefferson Poirot 1 · Remplaçants · 75e Adrien Pélissié 16 · 58e Eddy Ben Arous 17 · 58e Cedate Gomes Sa 18 · 71e Paul Gabrillagues 19 · 58e Louis Picamoles 20 · 41e Baptiste Serin 21 · 71e Anthony Belleau 22 · 71e Benjamin Fall 23 · Entraîneur · Jacques Brunel |

## Troisième journée

### France - Italie
(mt 11 - 7)
Homme du match : Yacouba Camara 
Points marqués :
FRANCE
- 3 essais Gabrillagues (6e), Hugo Bonneval (60e), Bastareaud (73e) ;
- 2 transformations Machenaud (61e), Trinh-Duc (74e) ;
- 5 pénalités Machenaud (29e, 40e, 46e, 65e, 71e)

ITALIE
- 2 essais de pénalité (13e), Minozzi (79e) ;
- 1 transformation de Canna (79e) ; 1 pénalité Allan (50e)

Évolution du score : 5-0, 5-7, 8-7, 11-7, mt, 14-7, 14-10, 21-10, 24-10, 27-10, 34-10, 34-17
Arbitre : Wayne Barnes 
Résumé :
| France · Titulaires · 15 Hugo Bonneval 60e · 14 Benjamin Fall · 13 Mathieu Bastareaud 73e · 12 Geoffrey Doumayrou 65e · 11 Rémy Grosso · 10 Lionel Beauxis 70e · 9 Maxime Machenaud 70e · 8 Marco Tauleigne · 7 Yacouba Camara 56e · 6 Wenceslas Lauret · 5 Sébastien Vahaamahina 65e · 4 Paul Gabrillagues 6e · 3 Rabah Slimani 70e · 2 Guilhem Guirado 38e 40e 70e · 1 Jefferson Poirot 60e · Remplaçants · 16 Adrien Pélissié 38e 40e 70e · 17 Dany Priso 60e · 18 Cedate Gomes Sa 70e · 19 Romain Taofifenua 65e · 20 Kélian Galletier 56e · 21 Baptiste Couilloud 70e · 22 François Trinh-Duc 70e · 23 Gaël Fickou 65e · Entraîneur · Jacques Brunel |  |  | Italie · Titulaires · 79e Matteo Minozzi 15 · Tommaso Benvenuti 14 · 62e Tommaso Boni 13 · Tommaso Castello 12 · Mattia Bellini 11 · 70e Tommaso Allan 10 · Marcello Violi 9 · Sergio Parisse 8 · Maxime Mbanda 7 · 70e Sebastian Negri 6 · 33e Dean Budd 5 · Alessandro Zanni 4 · 61e Simone Ferrari 3 · 67e Leonardo Ghiraldini 2 · 56e Andrea Lovotti 1 · Remplaçants · 67e Luca Bigi 16 · 56e Nicola Quaglio 17 · 61e Tiziano Pasquali 18 · 33e 80e à 82e Federico Ruzza 19 · 70e Maxime Mbanda 20 · 48e Edoardo Gori 21 · 70e Carlo Canna 22 · 62e Jayden Hayward 23 · Entraîneur · Conor O'Shea |

### Irlande - Galles
(mt : 15 - 13)
Homme du match : Chris Farrell 
Points marqués : 
Irlande :
- 5 essais Stockdale (6e, 80e), Aki (40e+2), Leavy (44e), Healy (53e) ;
- 3 transformations Sexton (40e+3, 45e), Carbery (80e) ;
- 2 pénalités Sexton (35e), Murray (75e)

Pays de Galles :
- 3 essais G. Davies (20e), Shingler (61e), S. Evans (76e) ;
- 3 transformations Halfpenny (21e, 63e, 77e) ;
- 2 pénalités Halfpenny (2e, 30e)

Évolution du score : 0-3, 5-3, 5-10, 5-13, 15-13, mt,  22-13, 27-13, 27-20, 30-20, 30-27, 37-27
Arbitre : Glen Jackson 
Résumé :
| Irlande · Titulaires · 15 Rob Kearney · 14 Keith Earls 63e · 13 Chris Farrell · 12 Bundee Aki 40e · 11 Jacob Stockdale 7e 80e · 10 Jonathan Sexton 76e · 9 Conor Murray · 8 CJ Stander · 7 Dan Leavy 44e · 6 Peter O'Mahony 66e · 5 Devin Toner 73e · 4 James Ryan · 3 Andrew Porter 66e · 2 Rory Best 70e · 1 Cian Healy 53e 63e · Remplaçants · 16 Sean Cronin 70e · 17 Jack McGrath 63e · 18 John Ryan 66e · 19 Quinn Roux 73e · 20 Jack Conan 66e · 21 Kieran Marmion · 22 Joey Carbery 76e · 23 Fergus McFadden 63e · Entraîneur · Joe Schmidt |  |  | Pays de Galles · Titulaires · Leigh Halfpenny 15 · 63e Liam Williams 14 · Scott Williams 13 · Hadleigh Parkes 12 · 76e Steffan Evans 11 · 63e Dan Biggar 10 · 20e Gareth Davies 9 · 63e Ross Moriarty 8 · Josh Navidi 7 · 61e Aaron Shingler 6 · Alun Wyn Jones 5 · 63e Cory Hill 4 · 55e Samson Lee 3 · 55e Ken Owens 2 · 55e 73e Rob Evans 1 · Remplaçants · 55e Eliott Dee 16 · 55e 73e Wyn Jones 17 · 55e Tomas Francis 18 · 63e Bradley Davies 19 · 63e Justin Tipuric 20 · Aled Davies 21 · 63e Gareth Anscombe22 · 63e George North 23 · Entraîneur · Warren Gatland |

### Écosse - Angleterre
(mt : 22 - 6)
Homme du match : Finn Russell 
Points marqués : 
ÉCOSSE
- 3 essais de Jones (14e, 37e), Maitland (30e) ;
- 2 transformations Laidlaw (15e, 38e) ;
- 2 pénalités Laidlaw (2e), Russell (66e)

ANGLETERRE
- 1 essai Farrell (44e) ;
- 1 transformation Farrell (45e) ;
- 2 pénalités Farrell (14e, 18e)

Évolution du score :
3-0, 3-3, 10-3, 10-6, 15-6, 22-6, mt, 22-13, 25-13
Arbitre : Nigel Owens 
Résumé :
| Écosse · Titulaires · 15 Stuart Hogg · 14 Tommy Seymour 64e · 13 Huw Jones 14e 37e · 12 Peter Horne 71e · 11 Sean Maitland 30e · 10 Finn Russell · 9 Greig Laidlaw 62e · 8 Ryan Wilson 68e · 7 Hamish Watson · 6 John Barclay · 5 Jonny Gray · 4 Grant Gilchrist 55e · 3 Simon Berghan 68e · 2 Stuart McInally · 1 Gordon Reid 55e · Remplaçants · 16 Scott Lawson · 17 Jamie Bhatti 55e · 18 Willem Petrus Nel 68e · 19 Tim Swinson 55e · 20 David Denton 68e · 21 Ali Price 62e · 22 Nick Grigg 71e · 23 Blair Kinghorn 64e · Entraîneur · Gregor Townsend |  |  | Angleterre · Titulaires · 55e Mike Brown 15 · Anthony Watson 14 · Jonathan Joseph 13 · 43e Owen Farrell 12 · Jonny May 11 · 64e George Ford 10 · 71e Danny Care 9 · 54e Nathan Hughes 8 · Chris Robshaw 7 · Courtney Lawes 6 · Maro Itoje 5 · 71e Joe Launchbury 4 · 64e Dan Cole 3 · 55e Dylan Hartley 2 · 68e Mako Vunipola 1 · Remplaçants · 55e Jamie George 16 · 68e Joe Marler 17 · 64e Harry Williams 18 · 71e George Kruis 19 · 54e 65e à 75e Sam Underhill 20 · 71e Richard Wigglesworth 21 · 64e Ben Te'o 22 · 55e Jack Nowell 23 · Entraîneur · Eddie Jones |

## Quatrième journée

### Irlande - Écosse
(mt 14 - 3)
Homme du match : Rob Kearney 
Points marqués : 
IRLANDE
- 4 essais Stockdale (22e, 40e+2), Murray (47e), Cronin (69e) ;
- 4 transformations Sexton (24e, 40e+3, 46e, 71e)

ÉCOSSE
- 1 essai Kinghorn (52e) ;
- 1 pénalité Laidlaw (13e)

Évolution du score : 0-3, 7-3, 14-3, mt, 21-3, 21-8, 28-8
Arbitre : Wayne Barnes 
Résumé :
| Irlande · Titulaires · 15 Rob Kearney 75e · 14 Keith Earls · 13 Garry Ringrose · 12 Bundee Aki · 11 Jacob Stockdale 22e 40e · 10 Jonathan Sexton 73e · 9 Conor Murray 47e 71e · 8 CJ Stander · 7 Dan Leavy · 6 Peter O'Mahony 55e · 5 Devin Toner 55e · 4 James Ryan · 3 Tadhg Furlong 62e · 2 Rory Best 66e · 1 Cian Healy 51e · Remplaçants · 16 Sean Cronin 66e 69e · 17 Jack McGrath 51e · 18 Andrew Porter 62e · 19 Iain Henderson 55e · 20 Jordi Murphy 55e · 21 Kieran Marmion 71e · 22 Joey Carbery 73e · 23 Jordan Larmour 75e · Entraîneur · Joe Schmidt |  |  | Écosse · Titulaires · Stuart Hogg 15 · 29e 37e 52e Blair Kinghorn 14 · 73e Huw Jones 13 · Peter Horne 12 · Sean Maitland 11 · Finn Russell 10 · 67e Greig Laidlaw 9 · 18e Ryan Wilson 8 · Hamish Watson 7 · John Barclay 6 · 71e Jonny Gray 5 · Grant Gilchrist 4 · 55e Simon Berghan 3 · 60e Stuart McInally 2 · 55e Gordon Reid 1 · Remplaçants · 60e Fraser Brown 16 · 55e Jamie Bhatti 17 · 55e WP Nel 18 · 71e Tim Swinson 19 · 18e David Denton 20 · 67e Ali Price 21 · 73e Nick Grigg 22 · 29e 37e Lee Jones 23 · Entraîneur · Gregor Townsend |

### France - Angleterre
(mt 9 - 9)
Homme du match : Rémy Grosso 
Points marqués : 
FRANCE
- 1 essai de pénalité (49e) ;
- 5 pénalités Machenaud (25e, 33e, 37e, 63e), Beauxis (78e)

ANGLETERRE
- 1 essai May (74e) ;
- 1 transformation Farrell (74e) ;
- 3 pénalités Farrell (4e, 29e), Daly (22e)

Évolution du score :
0-3, 3-3, 3-6, 3-9, 6-9, 9-9, mt, 16-9, 19-9, 19-16, 22-16
Arbitre : Jaco Peyper 
Résumé :
| France · Titulaires · 15 Hugo Bonneval 15e 24e 41e · 14 Benjamin Fall · 13 Mathieu Bastareaud · 12 Geoffrey Doumayrou · 11 Rémy Grosso · 10 François Trinh-Duc 71e · 9 Maxime Machenaud 71e · 8 Marco Tauleigne · 7 Yacouba Camara · 6 Wenceslas Lauret 66e · 5 Sébastien Vahaamahina 66e · 4 Paul Gabrillagues · 3 Rabah Slimani 59e · 2 Guilhem Guirado 66e · 1 Jefferson Poirot 66e · Remplaçants · 16 Adrien Pélissié 66e · 17 Dany Priso 66e · 18 Cedate Gomes Sa 59e · 19 Bernard Le Roux 66e · 20 Kélian Galletier 66e · 21 Baptiste Couilloud 71e · 22 Lionel Beauxis 71e · 23 Gaël Fickou 15e 24e 41e · Entraîneur · Jacques Brunel |  |  | Angleterre · Titulaires · 49e à 59e 68e Anthony Watson 15 · 74e Jonny May 14 · Ben Te'o 13 · Owen Farrell 12 · Elliot Daly 11 · 60e George Ford 10 · 68e Danny Care 9 · 24e Nathan Hughes 8 · Chris Robshaw 7 · Courtney Lawes 6 · Maro Itoje 5 · 52e Joe Launchbury 4 · 58e Dan Cole 3 · 64e Jamie George 2 · 64e Mako Vunipola 1 · Remplaçants · 64e Luke Cowan-Dickie 16 · 64e Joe Marler 17 · 58e Kyle Sinckler 18 · 52e Nick Isiekwe 19 · 24e Sam Simmonds 20 · 68e Richard Wigglesworth 21 · 60e Jonathan Joseph 22 · 68e Mike Brown 23 · Entraîneur · Eddie Jones |

### Galles - Italie
(mt 17 - 7)
Homme du match : Hadleigh Parkes 
Points marqués :
Pays de Galles : 
- 5 essais Parkes (3e), North (5e, 65e), Hill (42e), Tipuric (70e) ;
- 5 transformations Anscombe (4e, 7e, 43e), Halfpenny (67e, 71e) ;
- 1 pénalité Anscombe (36e)

Italie :
- 2 essais Minozzi (9e), Bellini (75e) ;
- 2 transformations Allan (11e), Canna (76e)

Évolution du score :
7-0, 14-0, 14-7, 17-7, mt, 24-7, 31-7, 38-7, 38-14
Arbitre : Jérôme Garcès 
Résumé :
| Pays de Galles · Titulaires · 15 Liam Williams 40e à 50e 50e · 14 George North 5e 65e · 13 Owen Watkin · 12 Hadleigh Parkes 3e · 11 Steffan Evans · 10 Gareth Anscombe 60e · 9 Gareth Davies 48e à 58e 60e · 8 James Davies · 7 Taulupe Faletau 65e · 6 Justin Tipuric 70e · 5 Bradley Davies · 4 Cory Hill 42e 65e · 3 Tomas Francis 67e · 2 Elliot Dee 60e · 1 Nicky Smith 60e · Remplaçants · 16 Ken Owens 60e · 17 Rob Evans 60e · 18 Samson Lee 67e · 19 Seb Davies 65e · 20 Ellis Jenkins 65e · 21 Aled Davies 60e · 22 Rhys Patchell 60e · 23 Leigh Halfpenny 50e · Entraîneur · Warren Gatland |  |  | Italie · Titulaires · 9e Matteo Minozzi 15 · 77e à 80e Tommaso Benvenuti 14 · Giulio Bisegni 13 · 3e Tommaso Castello 12 · 75e Mattia Bellini 11 · 68e Tommaso Allan 10 · 63e Marcello Violi 9 · Sergio Parisse 8 · 14e Maxime Mbanda 7 · 67e Sebastian Negri 6 · Dean Budd 5 · Alessandro Zanni 4 · 63e Simone Ferrari 3 · 68e Leonardo Ghiraldini 2 · 60e Andrea Lovotti 1 · Remplaçants · 68e Oliviero Fabiani 16 · 68e Nicola Quaglio 17 · 63e Tiziano Pasquali 18 · 67e Federico Ruzza 19 · 14e Giovanni Licata 20 · 63e Guglielmo Palazzani 21 · 68e Carlo Canna 22 · 4e Jayden Hayward 23 · Entraîneur · Conor O'Shea |

## Cinquième journée

### Italie - Écosse
(mt 17 - 12)
Homme du match : Tommaso Allan 
Points marqués :
ITALIE
- 3 essais Allan (14e, 45e), Minozzi (21e) ;
- 3 transformations Allan (15e, 21e, 46e) ;
- 2 pénalités Allan (7e, 76e)

ÉCOSSE
- 4 essais Brown (10e), Barclay (25e), Maitland (61e), Hogg (71e) ;
- 3 transformations Laidlaw (26e, 62e, 72e) ;
- 1 pénalité Laidlaw (79e)

Évolution du score :
3-0, 3-5, 10-5, 17-5, 17-12, mt, 24-12, 24-19, 24-26, 27-26, 27-29
Arbitre : Pascal Gaüzère 
Résumé :
| Italie · Titulaires · 15 Matteo Minozzi 21e · 14 Tommaso Benvenuti 59e · 13 Giulio Bisegni · 12 Tommaso Castello 74e · 11 Mattia Bellini · 10 Tommaso Allan 14e 45e · 9 Marcello Violi 67e · 8 Sergio Parisse · 7 Jake Polledri 67e · 6 Sebastian Negri · 5 Dean Budd · 4 Alessandro Zanni 53e · 3 Simone Ferrari 60e · 2 Leonardo Ghiraldini 77e · 1 Andrea Lovotti 59e · Remplaçants · 16 Oliviero Fabiani 77e · 17 Nicola Quaglio 59e · 18 Tiziano Pasquali 60e · 19 Braam Steyn 53e · 20 Giovanni Licata 67e · 21 Guglielmo Palazzani 67e · 22 Carlo Canna 74e · 23 Jayden Hayward 59e · Entraîneur · Conor O'Shea |  |  | Écosse · Titulaires · 71e Stuart Hogg 15 · Tommy Seymour 14 · 53e Huw Jones 13 · Nick Grigg 12 · 61e Sean Maitland 11 · 54e Finn Russell 10 · Greig Laidlaw 9 · 67e Ryan Wilson 8 · Hamish Watson 7 · 25e John Barclay 6 · Jonny Gray 5 · 54e Tim Swinson 4 · 40e Willem Petrus Nel 3 · 10e 40e Fraser Brown 2 · 40e Gordon Reid 1 · Remplaçants · 40e Stuart McInally 16 · 40e Jamie Bhatti 17 · 40e Zander Fagerson 18 · 53e Richie Gray 19 · 67e David Denton 20 · 54e Ali Price 21 · 53e Peter Horne 22 · Blair Kinghorn 23 · Entraîneur · Gregor Townsend |

### Angleterre - Irlande
(mt 5 - 21)
Homme du match : Tadhg Furlong 
Points marqués :
ANGLETERRE
- 3 essais Daly (32e, 65e), May (80e)

IRLANDE
- 3 essais Ringrose (6e), Stander (4e), Stockdale (40e) ;
- 3 transformations Sexton ;
- 1 pénalité Murray (60e)

Évolution du score : 0-7, 0-14, 5-14, 5-21, mt, 5-24, 10-24, 15-24
Arbitre : Angus Gardner 
Résumé :
| Angleterre · Titulaires · 15 Anthony Watson 34e · 14 Jonny May 80e · 13 Jonathan Joseph 56e · 12 Ben Te'o · 11 Elliot Daly 32e 65e · 10 Owen Farrell · 9 Richard Wigglesworth · 8 Sam Simmonds 67e · 7 James Haskell · 6 Chris Robshaw · 5 George Kruis 71e · 4 Maro Itoje · 3 Kyle Sinckler 53e · 2 Dylan Hartley 58e · 1 Mako Vunipola 53e · Remplaçants · 16 Jamie George 58e · 17 Joe Marler 53e · 18 Dan Cole 53e · 19 Joe Launchbury 71e · 20 Don Armand 67e · 21 Danny Care 61e · 22 George Ford 56e · 23 Mike Brown 34e · Entraîneur · Eddie Jones |  |  | Irlande · Titulaires · Rob Kearney 15 · 74e Keith Earls 14 · 6e Garry Ringrose 13 · 56e Bundee Aki 12 · 40e Jacob Stockdale 11 · 34e 41e 67e Jonathan Sexton 10 · Conor Murray 9 · 24e CJ Stander 8 · Dan Leavy 7 · 29e à 39e 74e Peter O'Mahony 6 · Iain Henderson 5 · 67e James Ryan 4 · 65e Tadhg Furlong 3 · 65e Rory Best 2 · 51e Cian Healy 1 · Remplaçants · 65e Sean Cronin 16 · 51e Jack McGrath 17 · 65e Andrew Porter 18 · 67e Devin Toner 19 · 74e Jordi Murphy 20 · 74e Kieran Marmion 21 · 34e 41e 67e Joey Carbery 22 · 56e Jordan Larmour 23 · Entraîneur · Joe Schmidt |

### Galles - France
(mt 14 - 10)
Homme du match : Alun Wyn Jones 
Points marqués :
Pays de GALLES
- 1 essai L. Williams (4e) ;
- 3 pénalités Halfpenny (10e, 16e, 32e)

FRANCE
- 1 essai Fickou (21e) ;
- 1 transformation Machenaud (22e) ;
- 1 pénalité Machenaud (49e) ;
- 1 drop Trinh-Duc (4e)

Évolution du score :
0-3, 5-3, 8-3, 11-3, 11-10, 14-10, mt, 14-13
Arbitre : Ben O'Keeffe 
Résumé :
| Pays de Galles · Titulaires · 15 Leigh Halfpenny · 14 George North · 13 Scott Williams · 12 Hadleigh Parkes · 11 Liam Williams 4e · 10 Dan Biggar · 9 Gareth Davies · 8 Taulupe Faletau · 7 Josh Navidi · 6 Justin Tipuric 56e · 5 Alun Wyn Jones · 4 Cory Hill 69e · 3 Tomas Francis 64e · 2 Ken Owens 69e · 1 Rob Evans 64e · Remplaçants · 16 Elliot Dee 69e · 17 Nicky Smith 64e · 18 Samson Lee 64e · 19 Bradley Davies 69e · 20 Aaron Shingler 56e · 21 Aled Davies · 22 Gareth Anscombe · 23 Steffan Evans · Entraîneur · Warren Gatland |  |  | France · Titulaires · Benjamin Fall 15 · 21e Gaël Fickou 14 · Mathieu Bastareaud 13 · Geoffrey Doumayrou 12 · Rémy Grosso 11 · 71e François Trinh-Duc 10 · 62e Maxime Machenaud 9 · Marco Tauleigne 8 · 26e Yacouba Camara 7 · 77e Wenceslas Lauret 6 · Sébastien Vahaamahina 5 · 71e 77e Paul Gabrillagues 4 · 51e Cedate Gomes Sa 3 · 51e Adrien Pélissié 2 · 60e Jefferson Poirot 1 · Remplaçants · 51e Camille Chat 16 · 60e Dany Priso 17 · 51e Rabah Slimani 18 · 71e Bernard Le Roux 19 · 26e Mathieu Babillot 20 · 62e Baptiste Couilloud 21 · 71e Lionel Beauxis 22 · Geoffrey Palis 23 · Entraîneur · Jacques Brunel |